# Hůrka (Křečovice)
Hůrka je malá vesnice, část obce Křečovice v okrese Benešov. Nachází se 3 km na východ od Křečovic. V roce 2009 zde bylo evidováno 10 adres.
Hůrka leží v katastrálním území Hořetice o výměře 7,59 km².

## Historie
První písemná zmínka o vesnici pochází z roku 1375.
Za druhé světové války se ves stala součástí vojenského cvičiště Zbraní SS Benešov a její obyvatelé se museli 31. října 1943 vystěhovat.

## Další fotografie

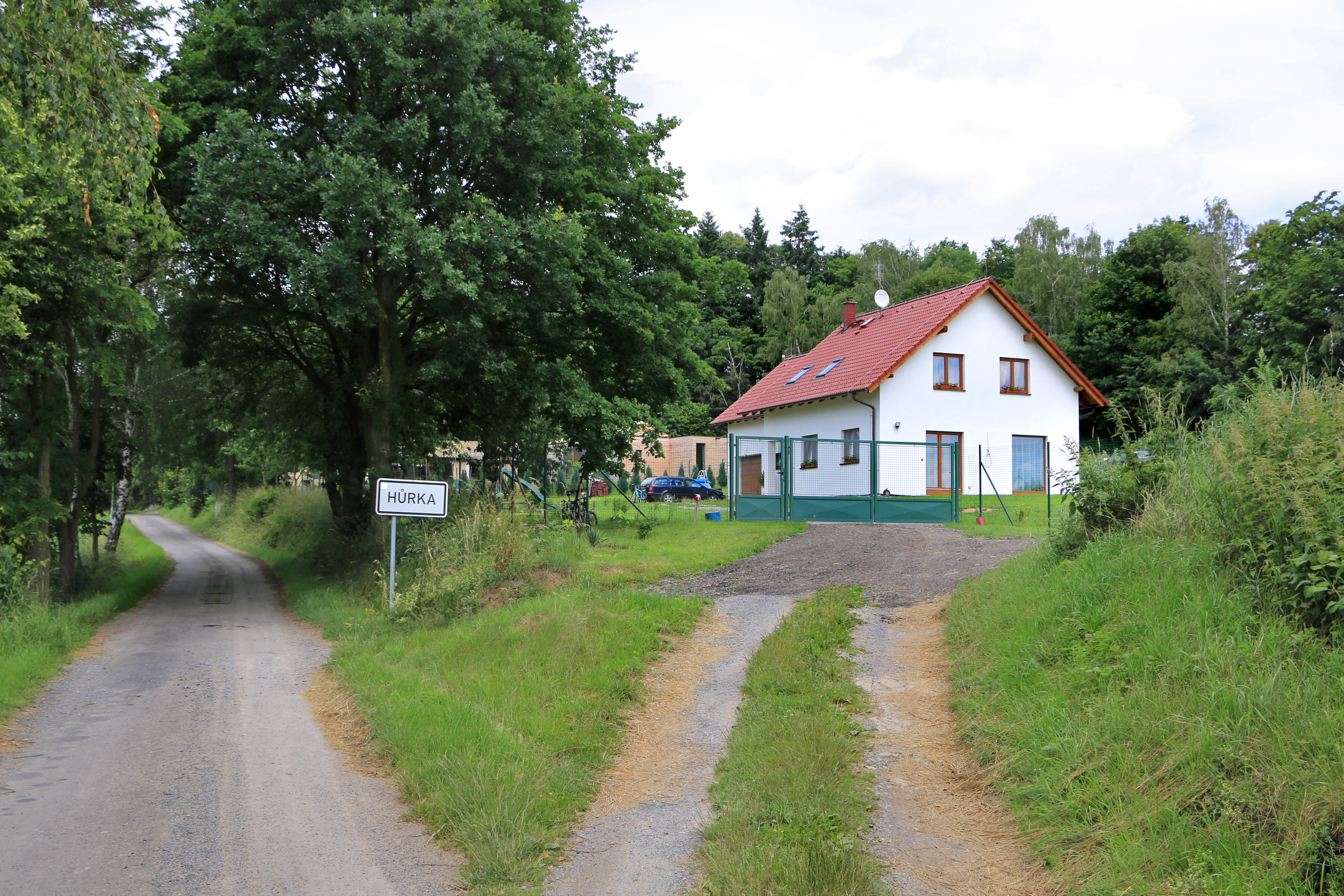
Příjezd do vesnice
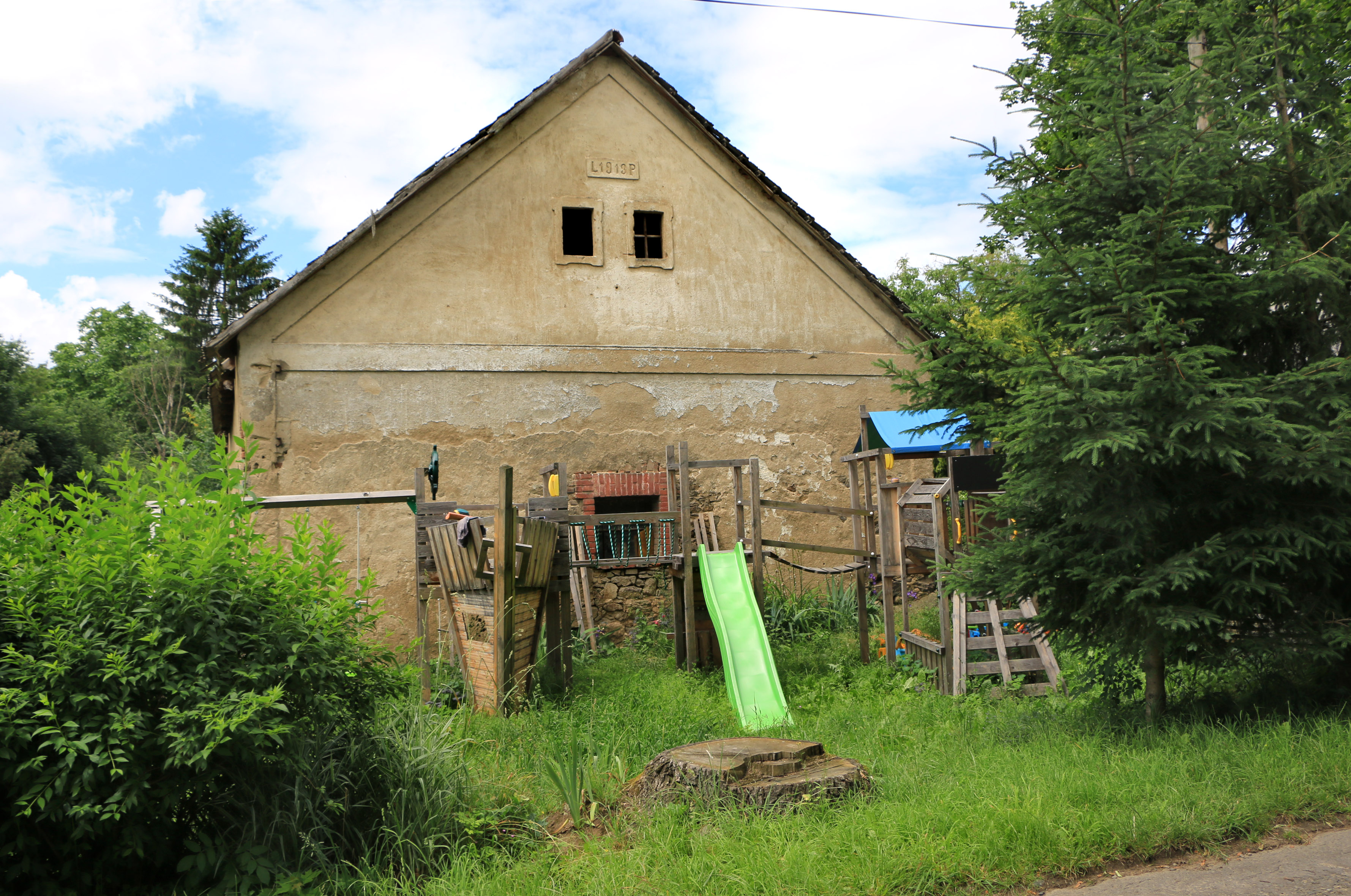
Dům čp. 3 s malým dětským hřištěm
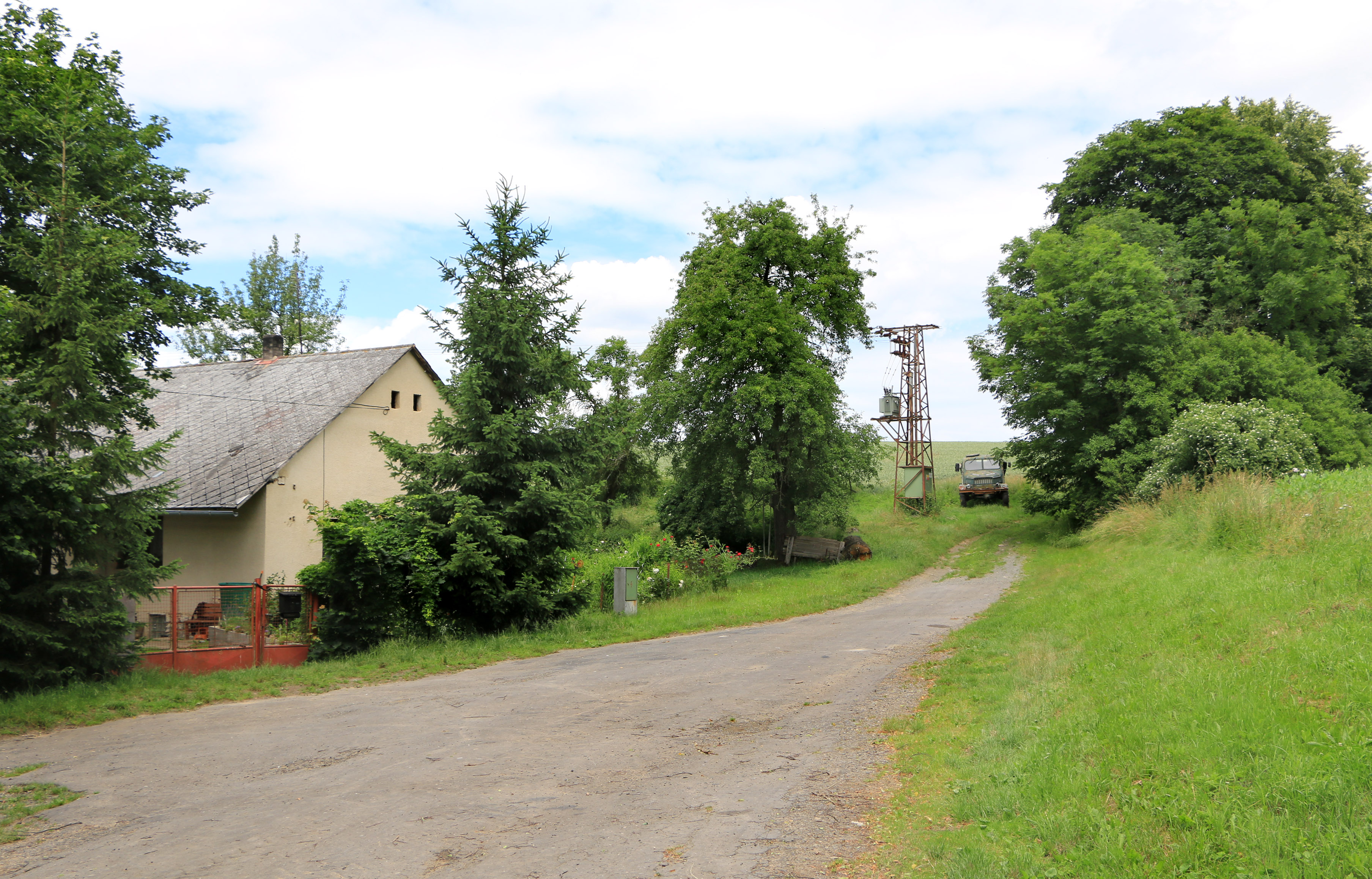
Severní část vsi s transformátorem